# Alfredo Leal
Alfredo Leal foi um farmacêutico e professor brasileiro.
Foi presidente da União Farmacêutica de Porto Alegre e principal incentivador da organização da Escola Livre de Farmácia e Química Industrial em Porto Alegre, que depois fundida com o Curso de Partos de Protásio Alves, daria origem à Faculdade de Medicina e Farmácia de Porto Alegre, em 1898.